# Chung Mong-joon
Chung Mong-joon (en hangul, 정몽준; en hanja, 鄭夢準; Busan, 15 de noviembre de 1951) es un empresario, político y dirigente deportivo surcoreano, propietario de Hyundai Heavy Industries. Su padre Chung Ju-yung fue el fundador de Hyundai, uno de los mayores conglomerados empresariales de Corea del Sur. Chung ha llegado a ser presidente del conservador Gran Partido Nacional entre 2009 y 2010, así como expresidente de la Asociación de Fútbol de Corea (1993-2009), supervisor de la Copa Mundial de Fútbol de 2002 y exvicepresidente de la FIFA.

## Biografía
Chung Mong-joon es el sexto de diez hijos —ocho varones y dos mujeres— del empresario Chung Ju-yung, presidente del grupo Hyundai. A diferencia de sus hermanos mayores, él nació en Busan porque la familia había huido al sur de la península durante la guerra de Corea. Al terminar el conflicto todos pudieron regresar a Seúl.
Animado por su padre, el joven Chung obtuvo en 1975 la licenciatura de Económicas por la Universidad Nacional de Seúl, luego hizo el servicio militar obligatorio y tres años después marchó a Estados Unidos para completar una maestría en Administración de Negocios por la Escuela Sloan del Instituto Tecnológico de Massachusetts, así como un doctorado en la Escuela de Estudios Internacionales Avanzados Paul H. Nitze.
Varios de sus hermanos han ocupado cargos de responsabilidad en subsidiarias de Hyundai, independientes desde la disolución del conglomerado. Los hermanos mayores Chung Mong-koo y Chung Mong-kun dirigen respectivamente Hyundai Motor Group (automóviles) y Hyundai Departments (grandes almacenes), mientras que su hermano menor Chung Mong-yoon está al frente de la aseguradora Hyundai Marine & Fire.

## Trayectoria profesional
En 1982 fue nombrado presidente de la Hyundai Heavy Industries. Bajo su mandato, la subsidiaria con sede en Ulsan se especializó en la construcción de buques mercantes, plantas industriales y plataformas petrolíferas offshore, hasta convertirse en la mayor constructora naval del mundo por volumen de negocio. Chung mantuvo la presidencia hasta su incursión política en 1988.
A pesar de dejar la presidencia, Chung continúa siendo el máximo accionista de Hyundai Heavy Industries, que tras la disolución del grupo Hyundai se convirtió en una empresa independiente.
La fortuna de Chung está valorada en más de 1.000 millones de dólares según la revista Forbes.
Además, desde 1993 hasta 2009 ha sido presidente de la Asociación de Fútbol de Corea. Bajo su mandato Corea del Sur organizó la Copa Mundial de 2002 junto con Japón, se emprendió la profesionalización del deporte surcoreano y se sentaron las bases del fútbol femenino. La FIFA llegó a nombrarle vicepresidente honorario del organismo, cargo que ostentó hasta que en 2015 fue expulsado por el Comité de Ética.

## Trayectoria política
Chung se presentó a las elecciones legislativas de 1988 como candidato independiente por la circunscripción de Dong (Ulsan), habitada en su mayoría por trabajadores de Hyundai, y salió electo con el 54,4% de los votos. Desde entonces se mantuvo como diputado durante siete legislaturas consecutivas, tanto en listas independientes como bajo el apoyo del Partido Nacional de la Unificación (liderado por su padre) y del Gran Partido Nacional.
A raíz del éxito de la Copa Mundial de 2002, Chung quiso presentarse a las elecciones presidenciales que se celebraban ese mismo año. Aunque dio su apoyo al progresista Roh Moo-hyun bajo la condición de sucederle cinco años después, optó por retirarle el apoyo en la víspera de los comicios al no sentirse considerado.
En 2007 se afilió al conservador Gran Partido Nacional (luego denominado Partido Saenuri) y defendió la candidatura de Lee Myung-bak. En mayo de 2008 obtuvo un escaño en la Asamblea Nacional por la circunscripción de Dongjak (Seúl) y pudo mantenerlo dos mandatos seguidos hasta 2014. Además, fue presidente interino de la formación de 2009 a 2010. Chung quiso concurrir a las primarias del Saenuri para elegir candidato a las presidenciales de 2012, pero no llegó a presentarse por falta de apoyos internos y su rival Park Geun-hye accedió al puesto.
En 2014 dejó su sillón en la Asamblea Nacional para presentarse a las elecciones municipales en Seúl, en las que fue derrotado por el alcalde Park Won-soon.

## Controversia
Chung Mong-joon fue uno de los dirigentes deportivos sancionados a raíz del caso de corrupción en la FIFA de 2015. La Comisión de Ética de la FIFA le suspendió por seis años de la vicepresidencia honoraria, así como de cualquier actividad relacionada con el fútbol, por infracciones en la elección de sede de la Copa Mundial de 2022, al interceder a favor de Corea del Sur durante la votación.
En agosto de 2015, Chung acusó al presidente Joseph Blatter de haber convertido la FIFA en «una organización corrupta».